# قائمة أندية كرة القدم في لبنان
تعتبر كرة القدم هي الرياضة الأكثر شعبية في لبنان، ينظمها الاتحاد اللبناني لكرة القدم، وتوجد أندية كثيرة ذات خرجات إقليمية وقارية، تتمتع بشعبية واسعة في لبنان.
ظهرت كرة القدم لأول مرة في لبنان عام 1908 التي كانت آنذاك إحدى مقاطعات الدولة العثمانية، تبنى الشباب اللبناني كرة القدم بسرعة وكانت شائعةً بشكل خاص لدى طلاب الجامعة الأمريكية في بيروت (AUB).

## بطولة حسب القسم
- 2019–2020 بطولة كرة القدم اللبنانية الدوري اللبناني الممتاز (القسم 1)
- 2019–2020 الدوري اللبناني كرة القدم - (القسم 2)

## أبجديا
التصنيفات صحيحة تخص الموسم الكروي 2019-2020 مرتبة حسب أبجديا

### مفاتيح
| المفاتيح                          |
| --------------------------------- |
| نادي جديد                         |
| صعود النادي إلى درجة أعلى         |
| نادي يتردد بين أقسام البطولة      |
| استقال النادي أو نزل إلى درجة أقل |
| نزول النادي إلى درجة أقل.         |

### أ
| Club                        | بطولة/Division                   | Lvl | Change from 2018–19                                |
| --------------------------- | -------------------------------- | --- | -------------------------------------------------- |
| نادي سبورتينغ الرياضي بيروت | الدوري اللبناني - الدرجة الثانية | 2   | صعود من القسم الثالث في الدوري اللبناني لكرة القدم |
| نادي العهد                  | الدوري اللبناني الممتاز          | 1   |                                                    |
| النادي الأهلي النبطية       | الدوري اللبناني - الدرجة الثانية | 2   |                                                    |
| النادي الأهلي صيدا الرياضي  | الدوري اللبناني - الدرجة الثانية | 2   |                                                    |
| نادي الإخاء الأهلي عاليه    | الدوري اللبناني الممتاز          | 1   |                                                    |
| نادي الأنصار (لبنان)        | الدوري اللبناني الممتاز          | 1   |                                                    |
| نادي أنصار حوارة الرياضي    | الدوري اللبناني - الدرجة الثانية | 2   | صعود من القسم الثالث في الدوري اللبناني لكرة القدم |

### ب
| Club                 | بطولة/Division                   | Lvl | Change from 2018–19                     |
| -------------------- | -------------------------------- | --- | --------------------------------------- |
| نادي االبقاع الرياضي | الدوري اللبناني - الدرجة الثانية | 2   | هبوط من البطولة اللبنانية الدرجة الأولى |
| نادي البرج الرياضي   | الدوري اللبناني الممتاز          | 1   | صعود من البطولة الوطنية الدرجة الثانية  |

### ش
| Club                        | بطولة/Division          | Lvl | Change from 2018–19 |
| --------------------------- | ----------------------- | --- | ------------------- |
| نادي الشباب الرياضي الغازيه | الدوري اللبناني الممتاز | 1   |                     |

### م
| Club        | بطولة/Division                   | Lvl | Change from 2018–19 |
| ----------- | -------------------------------- | --- | ------------------- |
| نادي المبرة | الدوري اللبناني - الدرجة الثانية | 2   |                     |

### ن
| Club                | بطولة/Division                   | Lvl | Change from 2018–19 |
| ------------------- | -------------------------------- | --- | ------------------- |
| نادي النهضة برالياس | الدوري اللبناني - الدرجة الثانية | 2   |                     |
| ناصر برالياس        | الدوري اللبناني - الدرجة الثانية | 2   |                     |
| نادي النجمة (لبنان) | الدوري اللبناني الممتاز          | 1   |                     |

### ر
| Club           | بطولة/Division                   | Lvl | Change from 2018–19                     |
| -------------- | -------------------------------- | --- | --------------------------------------- |
| الراسينغ بيروت | الدوري اللبناني - الدرجة الثانية | 2   | هبوط من البطولة اللبنانية الدرجة الأولى |

### س
| Club                | بطولة/Division                   | Lvl | Change from 2018–19                    |
| ------------------- | -------------------------------- | --- | -------------------------------------- |
| نادي الصفاء (لبنان) | الدوري اللبناني الممتاز          | 1   |                                        |
| نادي الحكمة بيروت   | الدوري اللبناني - الدرجة الثانية | 2   |                                        |
| السلام زغرتا        | الدوري اللبناني الممتاز          | 1   |                                        |
| نادي شباب البرج     | الدوري اللبناني الممتاز          | 1   | صعود من البطولة الوطنية الدرجة الثانية |
| شباب الساحل         | الدوري اللبناني الممتاز          | 1   |                                        |

### ت
| Club                | بطولة/Division          | Lvl | Change from 2018–19 |
| ------------------- | ----------------------- | --- | ------------------- |
| التضامن صور         | الدوري اللبناني الممتاز | 1   |                     |
| نادي طرابلس (لبنان) | الدوري اللبناني الممتاز | 1   |                     |

## أندية فائزة بالبطولة اللبنانية
| الأندية                                      | عدد البطولات |
| -------------------------------------------- | ------------ |
| نادي الأنصار اللبناني                        | 14           |
| نادي العهد اللبناني                          | 9            |
| نادي النجمة اللبناني                         | 8            |
| نادي هومنتمن بيروت                           | 7            |
| نادي النهضة                                  | 5            |
| نادي الهومنمن بيروت                          | 4            |
| الجامعة الأميركية في بيروت                   | 3            |
| الراسينغ بيروت                               | 3            |
| سكك حديد بيروت                               | 3            |
| نادي الصفاء الرياضي                          | 3            |
| Al-الشبيبة مزرعة بيروت                       | 1            |
| نادي طرابلس الرياضي (ex نادي طرابلس الرياضي) | 1            |